# Faisal Hamidi
 (mars 2020).
Pour les articles homonymes, voir Hamidi.
Faisal Hamidi est un footballeur international afghan né le 4 mars 1997. Il évolue au poste de gardien de but au Toofan Harirod FC.

## Biographie

### En club
Il commence sa carrière en 2015 à 18 ans sous les couleurs de Toofan Harirod. Il dispute les dix dernières minutes du troisième et dernier match de poule du championnat d'Afghanistan 2015 en rentrant en jeu à la suite de l'exclusion de Mohammad Yama Yahyazada. Il ne fait pas partie de l'effectif lors de la saison suivante et revient à partir de championnat d'Afghanistan 2017 où il joue deux matchs de poule. Il remporte le championnat d'Afghanistan en 2018 en disputant quatre matchs, dont la finale remportée 1-0 après prolongations face à Shaheen Asmayee. Il est à nouveau sacré champion en 2019. Il dispute quatre rencontres et s'impose une nouvelle fois en finale 1-0 après prolongations face à Shaheen Asmayee. Il est sacré meilleur joueur à l'issue de la compétition. Lors de l'édition 2020, il dispute l'intégralité des rencontres du parcours de son équipe, qui s'arrête en demi-finale. Il joue ensuite quatre des cinq matchs de la saison 2021 qui voit Toofan Harirod terminer à la deuxième place.
Le championnat afghan ne se déroulant que sur un mois environ, tous les joueurs y participant évoluent au niveau amateur dans les championnats provinciaux le reste de l'année. Faisal Hamidi a évolué à l'Ansari Hérat avant de rejoindre l'Attack Energy SC en 2018 avec qui il a remporté le championnat d'Hérat à plusieurs reprises.

### En équipe nationale
Il reçoit sa première sélection en équipe d'Afghanistan le 28 décembre 2018, en amical contre le Turkménistan (match nul 2-2). Toutefois, ce match n'est pas reconnu par la FIFA. Il reçoit sa première sélection officielle le 7 juin 2019, en amical contre le Tadjikistan (match nul 1-1).

## Statistiques

### Sélections
| Liste des sélections de Faisal Hamidi | Liste des sélections de Faisal Hamidi | Liste des sélections de Faisal Hamidi | Liste des sélections de Faisal Hamidi | Liste des sélections de Faisal Hamidi | Liste des sélections de Faisal Hamidi                    | Liste des sélections de Faisal Hamidi | Liste des sélections de Faisal Hamidi |
| N°                                    | Date                                  | Lieu                                  | Adversaire                            | Résultat                              | Compétition                                              | But                                   | Notes                                 |
| ------------------------------------- | ------------------------------------- | ------------------------------------- | ------------------------------------- | ------------------------------------- | -------------------------------------------------------- | ------------------------------------- | ------------------------------------- |
| 1.                                    | 7 juin 2019                           | Stade Pamir, Douchanbé, Tadjikistan   | Tadjikistan                           | 1-1                                   | Match amical                                             |                                       | Titulaire.                            |
| 2.                                    | 11 juin 2022                          | Salt Lake Stadium, Calcutta, Inde     | Inde                                  | 2-1                                   | Troisième tour des éliminatoires de la Coupe d'Asie 2023 |                                       | Titulaire.                            |

## Palmarès
- Championnat d'Afghanistan
  - Champion : 2018, 2019
  - Vice-champion : 2021
- Meilleur joueur du championnat d'Afghanistan
  - Vainqueur : 2019[3].